# Lamellaria koto
Lamellaria koto is een slakkensoort uit de familie van de Velutinidae. De wetenschappelijke naam van de soort is voor het eerst geldig gepubliceerd in 1944 door Schwengel.